# Володимирська дорога
Володимирська дорога (у джерелах — «дорога ізвічна на Володимир») — продовження північної гілки Київського шляху. У 16-18 століттях вела з Луцька, від Глушецьких воріт, через села Торчин, (Луцького району), Сірнички, Затурці, Холопичі, Хворостів, Хоболтов (нині село Хобултова), Фалемичі (усі шість нині Володимирського району; всі Волинської області) до центру Володимирського повіту Волинського воєводства — міста Володимира. У Луцьку, біля Красної гірки (нині район вулиці Львівської), від неї відгалужувалася «дорога велика на Львів».